# Mexico International 2020
Die Mexico International 2020 im Badminton fanden vom 18. bis zum 22. November 2020 in Aguascalientes statt.

## Sieger und Platzierte
| Disziplin    | Gold                                    | Silber                          | Bronze                                          |
| ------------ | --------------------------------------- | ------------------------------- | ----------------------------------------------- |
| Herreneinzel | Job Castillo                            | Howard Shu                      | Uriel Canjura                                   |
| Herreneinzel | Job Castillo                            | Howard Shu                      | Luis Montoya                                    |
| Dameneinzel  | Sabrina Solis                           | Inés Castillo                   | Jessica Bautista                                |
| Dameneinzel  | Sabrina Solis                           | Inés Castillo                   | Miriam Rodríguez                                |
| Herrendoppel | Job Castillo Sebastián Martínez Cardoso | José Guevara Brian Roque        | Andrés López Andres Hernandez Rosas             |
| Herrendoppel | Job Castillo Sebastián Martínez Cardoso | José Guevara Brian Roque        | Rodrigo Gargia Batres Santiago Sanchez Regalado |
| Damendoppel  | Jessica Bautista Vanessa Villalobos     | Romina Fregoso Miriam Rodríguez | Juliana Giraldo Maria Julieth Perez Tangarife   |
| Damendoppel  | Jessica Bautista Vanessa Villalobos     | Romina Fregoso Miriam Rodríguez | Sofia Corredor Jessica Muñiz                    |
| Mixed        | Andrés López Sabrina Solis              | Job Castillo Vanessa Villalobos | Sebastián Martínez Cardoso Jessica Bautista     |
| Mixed        | Andrés López Sabrina Solis              | Job Castillo Vanessa Villalobos | Andrés Quadri Rebeca A La Torre Perez Pavon     |